# Мой сосед — монстр
«Мой сосед — монстр» (англ. Your Monster) — американский романтический комедийный фильм ужасов 2024 года, снятый Кэролайн Линди по её сценарию и основанный на одноимённом короткометражном фильме Линди 2019 года и её личной истории. В главных ролях: Мелисса Баррера, Томми Дьюи, Эдмунд Донован и Кайла Фостер.
Премьера фильма состоялась 18 января 2024 года в секции «Полночь» на кинофестивале «Сандэнс». В марте 2024 года компания Vertical Entertainment приобрела права на распространение фильма.
Выход фильма в прокат в США запланирован на 25 октября 2024 года. В России — 12 декабря (дистрибьютор Exponenta Film).

## Сюжет
Лора Франко (Баррера) — молодая актриса, которая тяжело переживает онкологический диагноз и расставание с любимым человеком (Донован). Однажды девушка обнаруживает в своём шкафу ужасного, но в то же время странно обаятельного Монстра (Дьюи). Неожиданно у них завязываются романтические отношения.

## В ролях
- Мелисса Баррера — Лаура Франко
- Томми Дьюи — Монстр
- Эдмунд Донован — Джейкоб
- Меган Фэйхи — Джеки Деннон
- Кайла Фостер — Мэйзи
- Меган Хейли — Тейлор
- Брэндон Виктор Диксон — Уилл

## Восприятие
Фильм был отмечен вторым призом на Брюссельском фестивале фантастических фильмов.
Автор сайта RogerEbert.com Роберт Дэниелс посчитал фильм всё же более романтическим, нежели жутким, а также отметил, что «это фильм, который никогда не может быть обвинён в том, что он воспринимает себя слишком серьёзно». Питер Дебрюж в своей статье для Variety отметил: «Унылый до невозможности, с упущенной возможностью для удачной концовки, „Твой монстр“ представляет собой периодически забавную, грязно выглядящую вечеринку жалости к себе. Лаура может плакать, если захочет, но вы не будете».